# Karin Viard
Karin Viard (Ruão, 24 de janeiro de 1966) é uma atriz francesa.

## Biografia
Karin Viard frequentou a escola Corneille de Rouen. Seu pai era diretor de uma plataforma de petróleo. Ela se mudou para Paris ainda jovem, onde frequentou aulas de teatro em Vera Gregh e Branco Salant. Ela participou de alguns filmes de TV, em seguida, em filmes de sucesso nos anos 1990, como Tatie Danielle de Étienne Chatiliez, Delicatessen de Marc Caro e Jean-Pierre Jeunet e Les Randonneurs de Philippe Harel. Ela ganhou o prêmio César de Melhor Atriz em 2000, por seu papel como uma mulher grávida que sofre de câncer no filme Haut les cœurs !, de Solveig Anspach, e o de Melhor Atriz Coadjuvante, três anos mais tarde, por sua atuação no filme Embrassez qui vous voudrez, de Michel Blanc.

## Filmografia
- 1990: Tatie Danielle
- 1991: Delicatessen
- 1992: Max et Jérémie
- 1992: Riens du tout
- 1993: Ce que femme veut...
- 1993: La Nage indienne
- 1994: Emmène-moi
- 1994: La Séparation
- 1994: Le Fils préféré
- 1995: La Haine
- 1995: Fast
- 1995: Adultère,
- 1996: Le Journal du séducteur
- 1996: Les Victimes
- 1996: Fourbi
- 1997: Les Randonneurs
- 1997: Je ne vois pas ce qu'on me trouve
- 1999: La Nouvelle Ève
- 1999: Mes amis
- 1999: Les Enfants du siècle
- 1999: Haut les cœurs !
- 2000: La Parenthèse enchantée
- 2001: Un jeu d'enfants
- 2001: L'Emploi du temps
- 2001: Reines d'un jour
- 2002: Embrassez qui vous voudrez
- 2003: France Boutique
- 2004: Le Rôle de sa vie
- 2004: Je suis un assassin
- 2004: L'Ex-femme de ma vie
- 2005: Le Couperet
- 2005: Les Enfants
- 2005: L'Enfer
- 2007: Les Ambitieux
- 2007: La Tête de maman
- 2007: La Face cachée
- 2007: La Vérité ou presque
- 2008: Paris
- 2008: Les Randonneurs à Saint-Tropez
- 2008: Baby Blues
- 2009: Le Bal des actrices
- 2009: Le code a changé
- 2009: Les Derniers Jours
- 2010: Les Invités
- 2010: Potiche
- 2011: Rien à déclarer
- 2011: Ma part du gâteau
- 2011: Polisse
- 2011: Le Skylab
- 2012: Parlez-moi de vous
- 2013: Lulu femme nue
- 2013: L'amour est un crime parfait
- 2014: Week-ends
- 2014: On a failli être amies
- 2014: La Famille Bélier
- 2015: Belles Familles
- 2015: Vingt et une nuits avec
- 2015: Lolo de Julie Delpy